# Kåtatjärnen (Sorsele socken, Lappland, 723124-160656)
Kåtatjärnen är en sjö i Sorsele kommun i Lappland och ingår i Umeälvens huvudavrinningsområde.